# Mario Osbén
Mario Osbén (14. července 1950, Chiguayante – 7. února 2021, Chiguayante) byl chilský fotbalový brankář. V roce 1991 byl vyhlášen chilským fotbalistou roku. Zemřel 7. února 2021 ve věku 70 let na infarkt myokardu.

## Klubová kariéra
Hrál v chilských klubech Deportes Concepción, CD Ñublense, Lota Schwager, Unión Española, Colo-Colo a CD Cobreloa. V chilské lize získal 5 mistrovských titulů a šestkrát vyhrál chilský fotbalový pohár. V jihoamerickém Poháru osvoboditelů nastoupil ve 39 utkáních.

## Ligová bilance
| Ročník                 | Zápasy | Góly | Klub                |
| ---------------------- | ------ | ---- | ------------------- |
| 1. chilská liga 1970   | 11     | 0    | Deportes Concepción |
| 1. chilská liga 1972   | 32     | 0    | Deportes Concepción |
| 1. chilská liga 1973   | 24     | 0    | Lota Schwager       |
| 1. chilská liga 1974   | 13     | 0    | Deportes Concepción |
| 1. chilská liga 1975   | 37     | 0    | Deportes Concepción |
| 1. chilská liga 1976   | 15     | 0    | Unión Española      |
| 1. chilská liga 1977   | 34     | 0    | Unión Española      |
| 1. chilská liga 1978   | 33     | 0    | Unión Española      |
| 1. chilská liga 1979   | 30     | 0    | Unión Española      |
| 1. chilská liga 1980   | 11     | 0    | Colo-Colo           |
| 1. chilská liga 1981   | 20     | 0    | Colo-Colo           |
| 1. chilská liga 1982   | 2      | 0    | Colo-Colo           |
| 1. chilská liga 1983   | 16     | 0    | Colo-Colo           |
| 1. chilská liga 1984   | 0      | 0    | Colo-Colo           |
| 1. chilská liga 1985   | 22     | 0    | Colo-Colo           |
| 1. chilská liga 1986   | 30     | 0    | CD Cobreloa         |
| 1. chilská liga 1987   | 28     | 0    | CD Cobreloa         |
| 1. chilská liga 1988   | 29     | 0    | CD Cobreloa         |
| 1. chilská liga 1989   | 33     | 0    | CD Cobreloa         |
| 1. chilská liga 1990   | 30     | 0    | CD Cobreloa         |
| 1. chilská liga 1991   | 22     | 0    | CD Cobreloa         |
| 1. chilská liga 1992   | 7      | 0    | CD Cobreloa         |
| CELKEM 1. chilská liga | 479    | 0    |                     |

## Reprezentační kariéra
Za reprezentaci Chile nastoupil v letech 1979–1988 v 36 reprezentačních utkáních. Byl členem chilské reprezentace Mistrovství světa ve fotbale 1982, nastoupil ve 3 utkáních.